# Micronycteris minuta
Micronycteris minuta är en fladdermusart som först beskrevs av Paul Gervais 1856.  Micronycteris minuta ingår i släktet Micronycteris och familjen bladnäsor. Inga underarter finns listade i Catalogue of Life.

## Utseende
Arten är liten i sitt släkte med en kroppslängd (huvud och bål) av 42 till 58 mm, en svanslängd av 7 till 15 mm och en vikt av 5 till 8,5 g. Den har 31 till 40 mm långa underarmar, bakfötter som är 7 till 14 mm långa och 17 till 24 mm stora öron. Håren på ovansidan är vitaktiga nära roten och bruna till mörkbruna vid spetsen vad som ger ett brunt utseende. Undersidan är täckt av ljus gråbrun till ljusgrå eller sällan vitaktig päls. Det finns en tydlig gräns mellan den mörka ovansidan och den ljusa undersidan. Några exemplar har orange nyanser i undersidans päls och det finns några albinon. På svansflyghuden finns inga hår. Svansens spets är synlig på svansflyghudens ovansida. Hos Micronycteris minuta är hälsporren (calcar) kortare eller lika lång som foten. Typisk är några ljusa genomskinliga hår på överläppen. De stora avrundade öronen är på hjässan sammanlänkade med varandra genom en hudremsa. Liksom andra släktmedlemmar har arten tandformeln I 2/2, C 1/1, P 2/3, M 3/3, alltså 34 tänder i tanduppsättningen.

## Utbredning och ekologi
Arten förekommer i Central- och norra Sydamerika från Guatemala till Bolivia och sydöstra Brasilien. Den kan anpassa sig till olika habitat som fuktiga städsegröna skogar eller lövfällande skogar. Micronycteris minuta besöker även jordbruksmark med trädgrupper.
Individerna vilar i grottor, i trädens håligheter, i bergssprickor, i gruvor eller i byggnader. Där bildas mindre flockar, ibland tillsammans med andra fladdermöss. Micronycteris minuta äter frukter, andra växtdelar och insekter. Dräktiga honor med en embryo, honor med ungar och parningsberedda hannar hittades i olika månader och regioner.

## Hot
Regionalt kan skogsröjningar vara ett hot. Hela populationen antas vara stor. IUCN kategoriserar arten globalt som livskraftig.